# Міхєєва Алла Андріївна
Алла Андріївна Міхєєва (нар.. 7 лютого 1989 року, Молодогвардійськ, Ворошиловградська область, Українська РСР) — російська актриса і телеведуча.

## Біографія
Народилася 7 лютого 1989 року в Молодогвардійську Ворошиловоградської області . Дитинство провела в Междурєченську Кемеровської області, потім переїхала до Санкт-Петербургу. У 2008 році вступила до Санкт-Петербурзької академії театрального мистецтва (курс Ісаака Штокбанта).

## Кар'єра
З 2005 по 2007 рік вона працювала на російському П'ятому каналі, з 2010 року працює актрисою в музично-драматичному театрі «БУФ», де грає ролі Ейнсфорд Хілл та Клари Хілл у виставі «Еліза» і роль Клари у виставі «Доктор філософії». Також бере участь у програмі Дзеркальної вітальні: Корабель «Надія».
У 2009 році дебютувала в кіно у фільмі «Золотий перетин». У 2012 році вона знялася в багатосерійному фільмі «Чужий район», у серії «Свідок», виконавши роль Лєри.
Широку популярність отримала з 2012 року, коли стала представляти в програмі «Вечірній Ургант» (Перший канал) рубрику «Гострий репортаж» (в ролі самої себе, чи «швидкої лисиці», як вона сама себе називає; амплуа — інженю).
Також, в 2012—2013 роках брала участь у Новорічній ночі на російському Першому каналі.
У лютому 2013 року знялася для журналу Maxim і потрапила на його обкладинку березневого номера.
У 2014 році була номінована на премію «ТОП 50. Найзнаменитіші люди Петербурга» в номінації Геги року разом з Сергієм Шнуровим, Іваном Ургантом та Ксенією Собчак.
З 2014 року брала участь у шоу Льодовиковий період-5 (Перший канал) в парі з Максимом Марініним. Вони зайняли третє місце.
У 2014 році брала участь у шоу «Великі перегони» (Перший канал).
До 2015 року була учасником шоу «Разом з дельфінами» (Перший канал).
Знімається в рекламі Білайн разом з Сергієм Свєтлаковим у ролі інтернету гіршого, ніж Білайн.
У 2016 році замінила Ірину Слуцьку в парі з ведучим Олексієм Ягудіним у програмі Льодовиковий період (телешоу).
У 2018 році знову брала участь у Новорічній ночі на Першому каналі.
У 2019 знялася у кліпі групи Ленінград

## Театральні роботи
Ролі в музично-драматичному театрі «Буф»:
1. Вистава «Еліза» (за п'єсою Бернарда Шоу «Пігмаліон»), ролі — Ейнсфорд Гілл, Клара Гілл;
2. Вистава «Доктор філософії» (за п'єсою Бранислава Нушича), роль — Клара.

## Фільмографія
| Рік       |   | Назва           | Роль                     |
| --------- | - | --------------- | ------------------------ |
| 2000—2006 | з | ОБЖ             | Сюзанна Мілонова         |
| 2009      | ф | Золотий переріз | гімназистка              |
| 2012      | з | Чужий район     | Лєра (14-та серія)       |
| 2015      | ф | Ставка на любов | подруга Христини         |
| 2016      | ф | Однокласниці    | Алла, дівчина на весіллі |
| 2017      | ф | Діти напрокат   | інша Венера              |

## Захоплення
- Гірські лижі
- Сноуборд